# Mo Heart
Mo Heart, anteriormente conhecida como Monique Heart, (Long Island, Nova Iorque, 22 de maio de 1986), é uma drag queen e artista musical norte-americana, conhecida por ter competido nos programas televisivos RuPaul's Drag Race (2018), RuPaul's Drag Race: All Stars (2018–2019) e RuPaul's Drag Race: UK vs. the World (2022). É o nome artístico de Kevin Leandrew Richardson.

## Biografia
Natural de Uniondale, Nassau County em Long Island, viveu nos bairros de Roosevelt, Freeport e Bedford-Stuyvesant, no estado de Nova Iorque, tendo revelado que em criança era frequentemente provocado na escola por ter vitiligo e ser diferente. Em 2000, mudou-se com a família para a Virgínia e posteriormente para Kansas City, no Missouri, após terminar o ensino secundário e os seus estudos bíblicos na International House of Prayer University em Grandview, onde experimentou terapia de conversão. Para se sustentar durante a faculdade, trabalhou como cabeleiro.

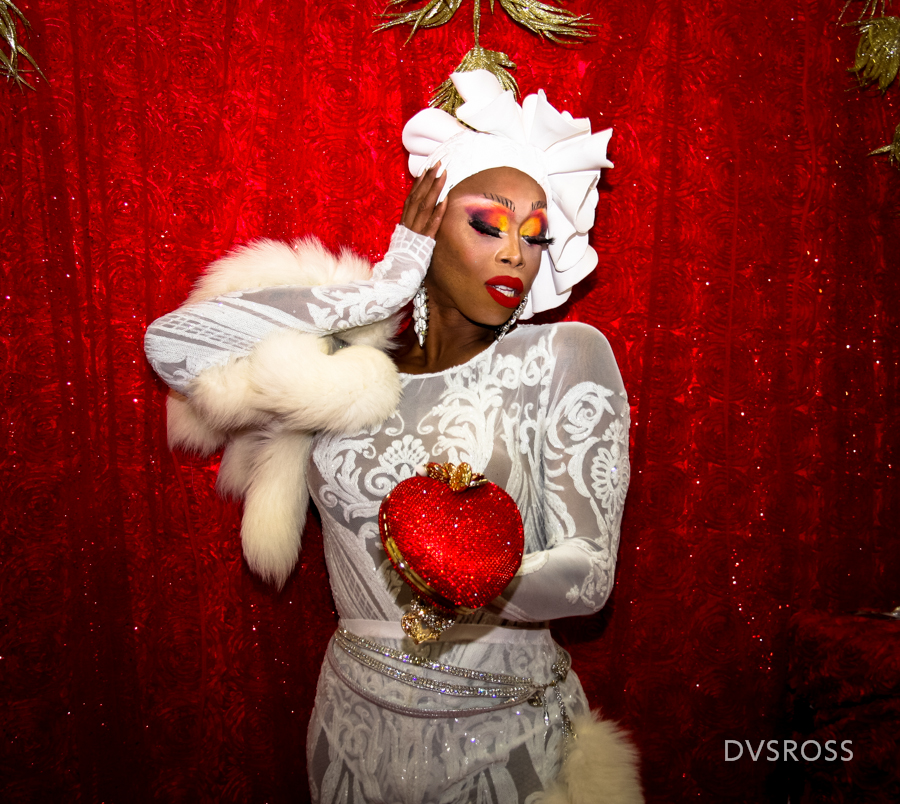
Mo Heart em 2018

Originalmente começou a realizar as suas performances em drag sob o nome de Monique Kutabetch Heart no restaurante Hamburger Mary's de Kansas City, onde apresentava o bingo e organizava drag brunchs todos os domingos. Mais tarde, em 2011, mudou o seu nome para Monique Heart. Alguns outros nomes drag rejeitados foram Ariana Styles, Nevah, Jiz Zonra e Kisha Amillion.
Decidida a participar no programa RuPaul's Drag Race, concorreu pela primeira vez à oitava temporada mas sem sucesso. Dois anos depois, realizou outro teste para a décima temporada, conseguindo ser selecionada como uma das catorze competidoras. Antes de ser aceite na competição, Mo Heart estava prestes a abandonar a arte do drag, uma vez que enfrentava dificuldades financeiras ao tentar viver profissionalmente apenas como artista de drag. Na competição ficou em oitavo lugar, após perder uma prova de lip sync ao som de "Cut to the Feeling" de Carly Rae Jepsen contra The Vixen.
 

Anos mais tarde, em 2018, Mo Heart foi convidada a integrar o elenco das concorrentes da quarta temporada de RuPaul's Drag Race: All Stars.  Depois de não vencer nenhum desafio na sua temporada original, Mo Heart venceu três desafios principais durante o All Stars, chegando ao top 4 e tornando-se vice-campeã ao lado de Naomi Smalls, atrás de Monét X Change e Trinity the Tuck. A sua prestação no programa fez tanto sucesso que algumas das frases proferidas por Mo Heart foram utilizadas e citadas por Rihanna, Alexandria Ocasio-Cortez e Lizzo. 

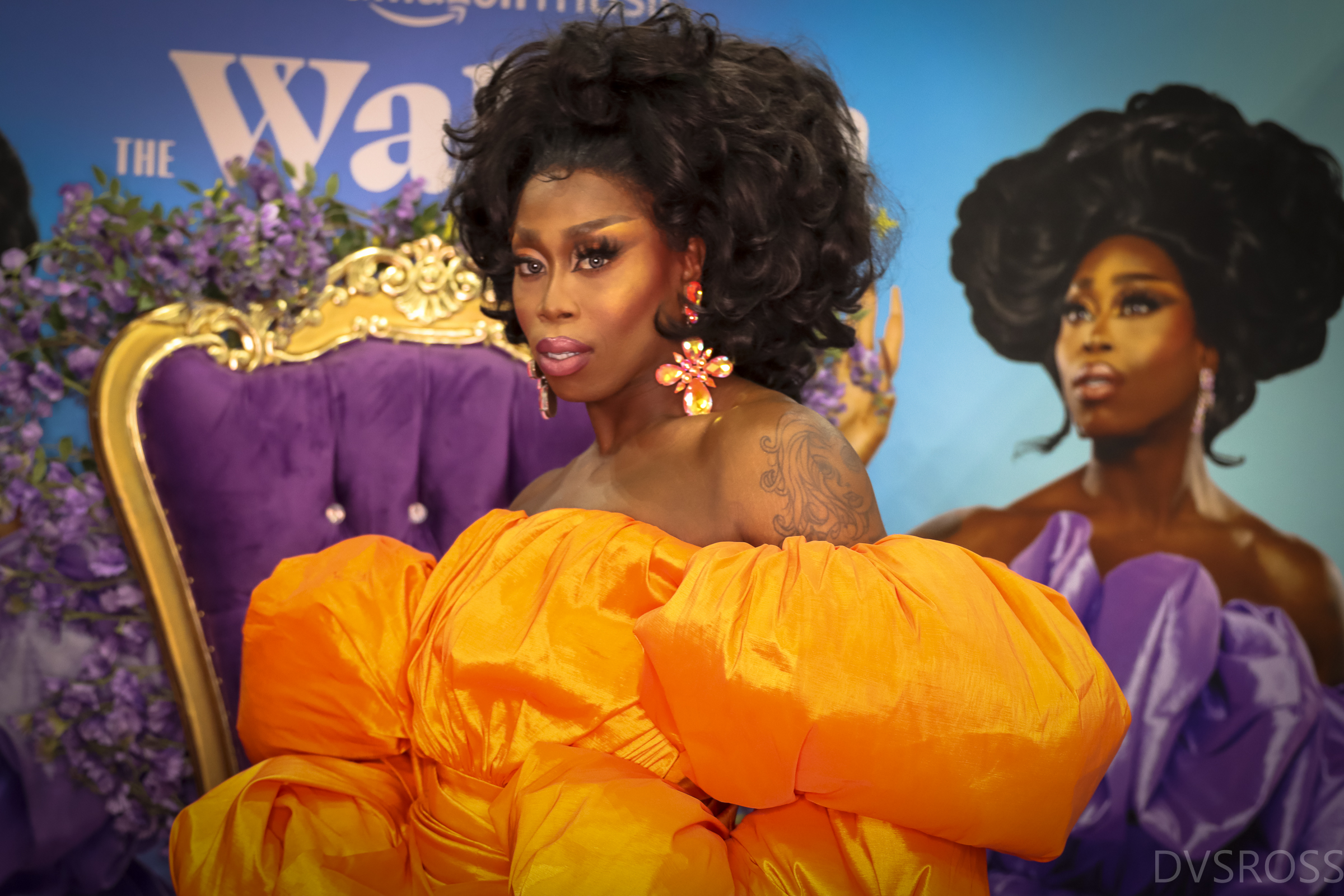
Mo Heart em 2022

Após o programa, Mo Heart se mudou para Los Angeles, participou como mentora na primeira temporada de RuPaul's Secret Celebrity Drag Race, um spin-off de Drag Race onde ex-concorrentes transformavam celebridades em drag queens, integrou a Nubia Tour, um show ao vivo produzido e interpretado apenas por drag queens afro-americanas, ao lado de Bebe Zahara Benet, Bob the Drag Queen, The Vixen, Peppermint e Shea Couleé, e teve a sua própria websérie, produzida pela World of Wonder, chamada Manic Moments with Monique Heart.
Em 2021, passou a residir em Palm Springs, foi nomeada artista de destaque na segunda edição anual do It Gets Better: A Digital Pride Experience, apresentou o podcast Ace of Hearts with Monique Heart e a série de televisão da Amazon Music sobre moda, The Walk In, onde entrevistou várias celebridades enquanto estas exibiam alguns dos seus momentos mais icônicos ao longo das suas carreiras. Os convidados especiais incluíram Lil Nas X, Rico Nasty e Jax.

Em janeiro de 2022, Mo Heart foi anunciada como uma das nove concorrentes que integraram a primeira temporada de RuPaul's Drag Race: UK vs. the World, terminando o penúltimo episódio no segundo lugar contra a vencedora Jujubee, tendo realizado a sua prova final ao som de "Toy" de Netta. Na grande final, concorreu no top 4, terminando novamente em segundo lugar, atrás de Blu Hydrangea.
Para além da sua carreira como drag queen e artista musical, Mo Heart é também dona de sua própria empresa de produtos de beleza, a MoBeauty.

### Música
Mo Heart lançou o seu primeiro single "Brown Cow Stunning" no episódio de estreia de RuPaul's Drag Race: All-Stars, emitido a 4 de janeiro de 2019 e acompanhado por um videoclipe. Posteriormente, no mesmo ano, fez uma participação especial no videoclipe de "Soak It Up" de Monét X Change e Bob the Drag Queen.
A 4 de setembro de 2020, lançou outro single, "SUKM (Kiss Me)", bem como um lyric video, que serviu de antevisão do lançamento do seu primeiro EP, Beloved SoS 6.3.

## Discografia

### EPs
| Título                     | Detalhes                                                      |
| -------------------------- | ------------------------------------------------------------- |
| Beloved SoS 6.3 (com KOIL) | - Lançado: 24 de janeiro de 2020 - Formatos: download digital |
| Redemption                 | - Lançado: 25 de junho de 2022 - Formatos: download digital   |

### Singles

#### Como artista principal
| Título                                                   | Ano  | Álbum           |
| -------------------------------------------------------- | ---- | --------------- |
| "Brown Cow Stunning"                                     | 2018 |                 |
| "SUKM (Kiss Me)"                                         | 2019 | Beloved SoS 6.3 |
| "Hot Sauce & High Heels" (Kinky Boots Remix) (with KOIL) | 2020 |                 |
| "Redemption"                                             | 2022 | Redemption      |
| "God's Been Good to Me"                                  | 2022 | Redemption      |
| "Come See About Me"                                      | 2022 | Redemption      |

#### Singles como artista convidada
| Título | Ano  | Álbum |
| --- | ---- | ----- |
| "Everybody Say Love" (RuPaul com Naomi Smalls, Monique Heart, Farrah Moan e Monét X Change )                         | 2018 |       |
| "Super Queen" (RuPaul com Naomi Smalls, Monét X Change, Monique Heart e Trinity the Tuck )                           | 2019 |       |
| "I'm a Drag Queen" (com Leland, Freddy Scott, Brooke Villyani, Alyssa Edwards, Vanessa Vanjie Mateo e Monique Heart) | 2020 |       |
| "Better by Myself" (JORDY e Monique Heart)                                                                           | 2020 |       |
| "Living My Life in London (Cast Version)" (RuPaul apresentando o elenco de RuPaul's Drag Race UK vs The World)       | 2022 |       |
| "The Big Opening" (Ginger Minj and Monét X Change featuring the cast of Huluween Dragstravaganza)                    | 2022 |       |

## Filmografia

### Cinema
| Ano  | Título             | Papel    | Notas              | Ref(s) |
| ---- | ------------------ | -------- | ------------------ | ------ |
| 2020 | Nubia: Amplifified | Mo Heart | OutTV original     | [ 43 ] |
| 2021 | Being Bebe         | Mo Heart | Imagens de arquivo | [ 44 ] |

### Televisão
| Ano       | Título                                | Papel                               | Notas                                | Ref    |
| --------- | ------------------------------------- | ----------------------------------- | ------------------------------------ | ------ |
| 2018      | RuPaul's Drag Race                    |                                     | Concorrente (10ª Temporada) 8º Lugar | [ 15 ] |
| 2018      | RuPaul's Drag Race: Untucked          |                                     | Concorrente (10ª Temporada) 8º Lugar | [ 15 ] |
| 2018–2019 | RuPaul's Drag Race All Stars          | Concorrente (4ª Temporada) Top 4    | [ 6 ]                                |        |
| 2019      | KSHB-TV                               | Convidada                           | [ 45 ]                               |        |
| 2020      | AJ and the Queen                      | Miss Terri Tory                     | Participação Especial                | [ 46 ] |
| 2020      | Hey Qween!                            |                                     | Convidada                            | [ 47 ] |
| 2020      | RuPaul's Secret Celebrity Drag Race   | Mentora                             | [ 21 ]                               |        |
| 2020      | For Christmas Sake: The Movie Musical | Cupid                               | Curta-metragem musical               | [ 48 ] |
| 2022      | Nubia Amplified: The Series           |                                     | Comentadora                          | [ 49 ] |
| 2022      | RuPaul's Drag Race: UK vs. the World  | Concorrente (1ª Temporada) 2º Lugar | [ 28 ]                               |        |
| 2022      | iCarly                                | Auntie Histamine                    | Participação Especial                | [ 50 ] |
| 2022      | Trixie Motel                          |                                     | Participação Especial                | [ 51 ] |
| 2022      | Huluween Dragstravaganza              | Hulu original                       | [ 52 ]                               |        |

### Vídeos musicais
| Ano  | Título                                         | Artista                            | Ref    |
| ---- | ---------------------------------------------- | ---------------------------------- | ------ |
| 2018 | "Soak It Up"                                   | Monét X Change                     | [ 35 ] |
| 2019 | "Brown Cow Stunning"                           | Mo Heart                           | [ 33 ] |
| 2020 | "Hot Sauce and High Heels (Kinky Boots Remix)" | Mo Heart                           | [ 53 ] |
| 2020 | "Keep That Same Energy"                        | Widow Von'Du feat. Shilow          | [ 54 ] |
| 2020 | "Sitting Alone in the VIP"                     | Alaska Thunderfuck with Kandy Muse | [ 55 ] |